# Ole Mustad
Ole Hovelstad Mustad, född 12 mars 1810, död 24 februari 1884 i Vardal, var en norsk industripionjär, länsman och stortingsrepresentant 1854–1856. 
Ole Mustad var son till bonden Haavel Eriksen Kaas (1784–1849) och Kari Tollefsdatter Bjørnstad (1782–1858). Han växte upp i Vardal, där han också blev länsman vid 24 års ålder 1834. Han förblev länsman till 1857. Han bodde på gården Brusveen i Vardal från 1836 till sin död 1884.
År 1843 tog han som ensam ägare över Brusveen Spiger- og Staaltraadfabrikk vid Hunnselva i Vardal, som hade grundlagts 1832 av hans svärfar Hans Skikkelstad. Firman döptes om till O. Mustad. Ole Mustad utvecklade verksamheten till att omfatta både ett gjuteri och en spikfabrik. 
Ole Mustad var far till juristen och politikern Kristian Mauritz Mustad (1848–1913) och Hans Mustad. Sonen Hans blev medägare i Mustads företag 1874, varvid namnet ändrades till O. Mustad & Søn. Det utvecklades under slutet av 1800-talet till storexportör av fiskekrokar och hästskosöm.